# Championnat du Kirghizistan de football 2008
Navigation
Saison précédente Saison suivante
La saison 2008 du Championnat du Kirghizistan de football est la dix-septième édition de la première division au Kirghizistan. Les dix clubs engagés sont regroupés au sein d'une poule unique où ils s'affrontent à deux reprises, à domicile et à l'extérieur.
C'est le Dordoi-Dinamo Naryn, quadruple tenant du titre, qui remporte à nouveau la compétition cette saison après avoir battu Abdish-Ata Kant lors d'un match décisif, les deux équipes ayant terminé à égalité de points en tête du classement final. C'est le cinquième titre de champion (consécutif) du Kirghizistan de l'histoire du club, qui réussit le doublé en s'imposant face au Zhashtyk Ak Altyn Kara-Suu en finale de la Coupe du Kirghizistan.
Le vainqueur du championnat se qualifie pour la Coupe du président de l'AFC, la compétition mise en place par l'AFC pour les nations dites émergentes, dont fait partie le Kirghizistan.

## Les clubs participants
- Dordoi-Dinamo Naryn
- Abdish-Ata-91 Kant
- Zhashtyk Ak Altyn Kara-Suu
- Abdish-Ata Kant
- Sher Bichkek
- Alay Och
- FC Lokomotiv Djalalabad
- Kant-77
- FC Neftchi Kotchkor-Ata
- Dordoy-Plaza Bichkek - Promu de D2

## Compétition
Le barème de points servant à établir le classement se décompose ainsi :
- Victoire : 3 points
- Match nul : 1 point
- Défaite : 0 point

### Classement
| Rang | Équipe                          | Pts | J  | G  | N | P  | Bp | Bc | Diff |
| ---- | ------------------------------- | --- | -- | -- | - | -- | -- | -- | ---- |
| 1    | Abdish-Ata Kant                 | 39  | 16 | 12 | 3 | 1  | 48 | 5  | +43  |
| 2    | Dordoi-Dinamo Naryn'T'C         | 39  | 16 | 12 | 3 | 1  | 34 | 5  | +29  |
| 3    | FC Alay Och                     | 29  | 16 | 9  | 2 | 5  | 22 | 16 | +6   |
| 4    | FC Neftchi Kotchkor-Ata         | 28  | 16 | 9  | 1 | 6  | 32 | 22 | +10  |
| 5    | Sher Bichkek                    | 23  | 16 | 7  | 2 | 7  | 29 | 24 | +5   |
| 6    | Zhashtyk Ak Altyn Kara-Suu      | 20  | 16 | 5  | 5 | 6  | 18 | 20 | -2   |
| 7    | Kant-77                         | 17  | 16 | 4  | 5 | 7  | 20 | 28 | -8   |
| 8    | Dordoi-Plaza BichkekP           | 7   | 16 | 2  | 1 | 13 | 12 | 46 | -34  |
| 9    | Abdish-Ata-91 Kant              | 3   | 16 | 1  | 0 | 15 | 10 | 59 | -49  |
|      | FC Lokomotiv Djalalabad forfait |     |    |    |   |    |    |    |      |

|  | Qualification pour le match pour le titre                                     |
|  | Relégation en deuxième division                                               |
|  | T : Tenant du titre C : Vainqueur de la Coupe du Kirghizistan P : Promu de D2 |

### Match pour le titre
| 26 octobre 2008 | Dordoi-Dinamo Naryn | 1 - 0 | Abdish-Ata Kant | Spartak Stadium, Bichkek |
|                 | Murzaev 45e         |       |                 |                          |

## Bilan de la saison
| Championnat du Kirghizistan de football 2008 |                                |
| Champion                                     | Dordoi-Dinamo Naryn (5e titre) |
| Coupes et trophées                           |                                |
| Vainqueur de la Coupe du Kirghizistan 2008   | Dordoi-Dinamo Naryn            |
| Qualifications continentales                 |                                |
| Coupe du président de l'AFC 2009             | Dordoi-Dinamo Naryn            |
| Promotions et relégations                    |                                |
| Promus en Vysshaya Liga                      | Ata Spor Sokuluk               |
| Promus en Vysshaya Liga                      | FC Kambar-Ata Djalalabad       |
| Relégués en Deuxième division                | Abdish-Ata-91 Kant             |
| Relégués en Deuxième division                | FC Lokomotiv Djalalabad        |